# Deudeul
Deudeul is een bestuurslaag in het regentschap Tasikmalaya van de provincie West-Java, Indonesië. Deudeul telt 4082 inwoners (volkstelling 2010).